# Flintinella
Flintinella es un género de foraminífero bentónico de la subfamilia Hauerininae, de la familia Hauerinidae, de la superfamilia Milioloidea, del suborden Miliolina y del orden Miliolida. Su especie tipo es Flintinella volhynica. Su rango cronoestratigráfico abarca el Sarmatiense medio (Mioceno superior).

## Clasificación
Flintinella incluye a la siguiente especie:
- Flintinella volhynica †